# Gebhard I. von Waldburg

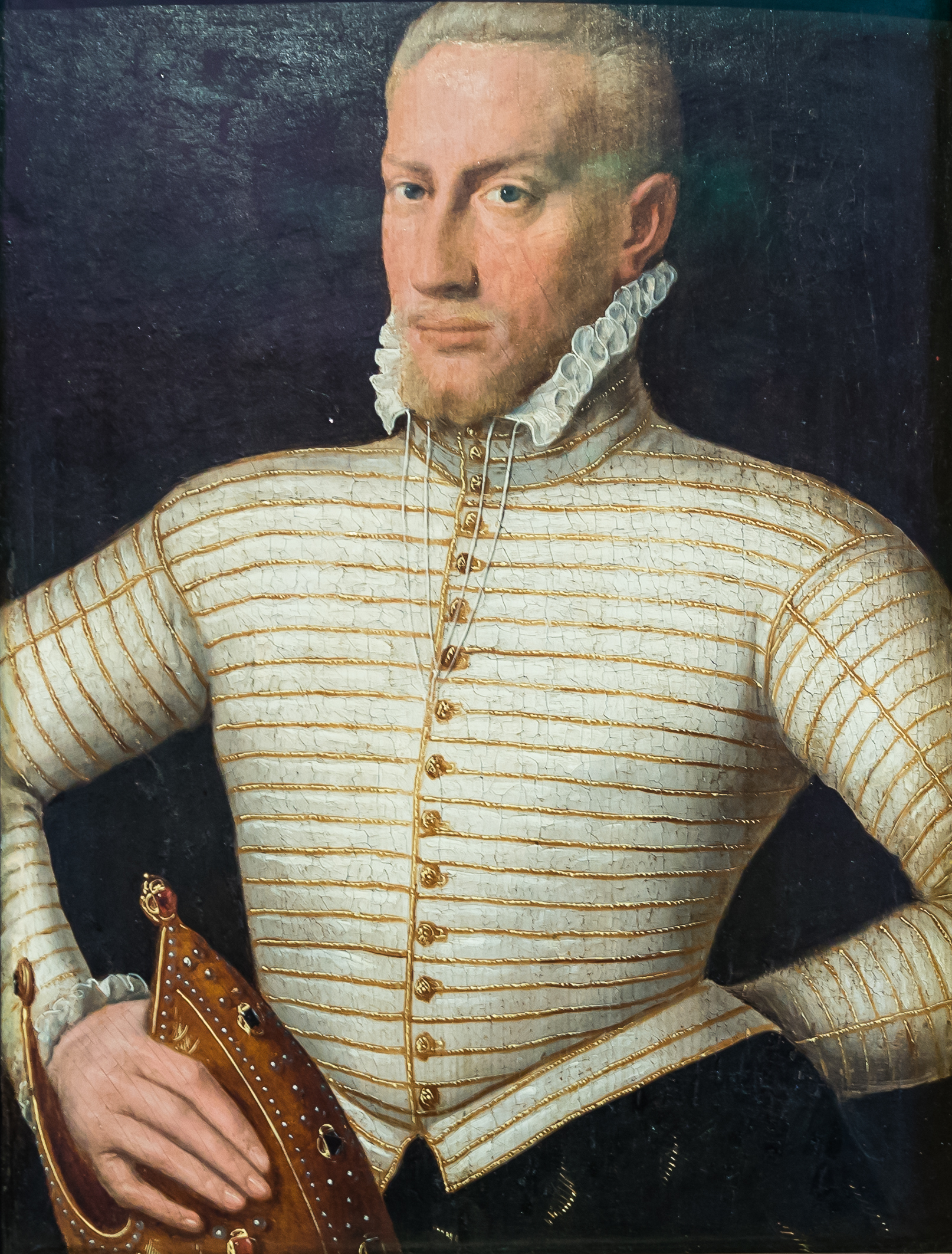
Gebhard von Waldburg-Trauchburg

Gebhard Truchseß von Waldburg-Trauchburg (* 10. November 1547 in Heiligenberg; † 31. Mai 1601 in Straßburg) war als Gebhard I. Kurfürst und Erzbischof von Köln und Herzog von Westfalen (1577–1583). Er trat zum Protestantismus über, heiratete und wollte das Erzstift säkularisieren. Dies löste den Widerstand der Mehrheit des Kölner Domkapitels aus. Beide Seiten, unterstützt von auswärtigen Verbündeten, kämpften gegeneinander im Kölnischen Krieg, den Gebhard schließlich verlor.

## Frühe Jahre

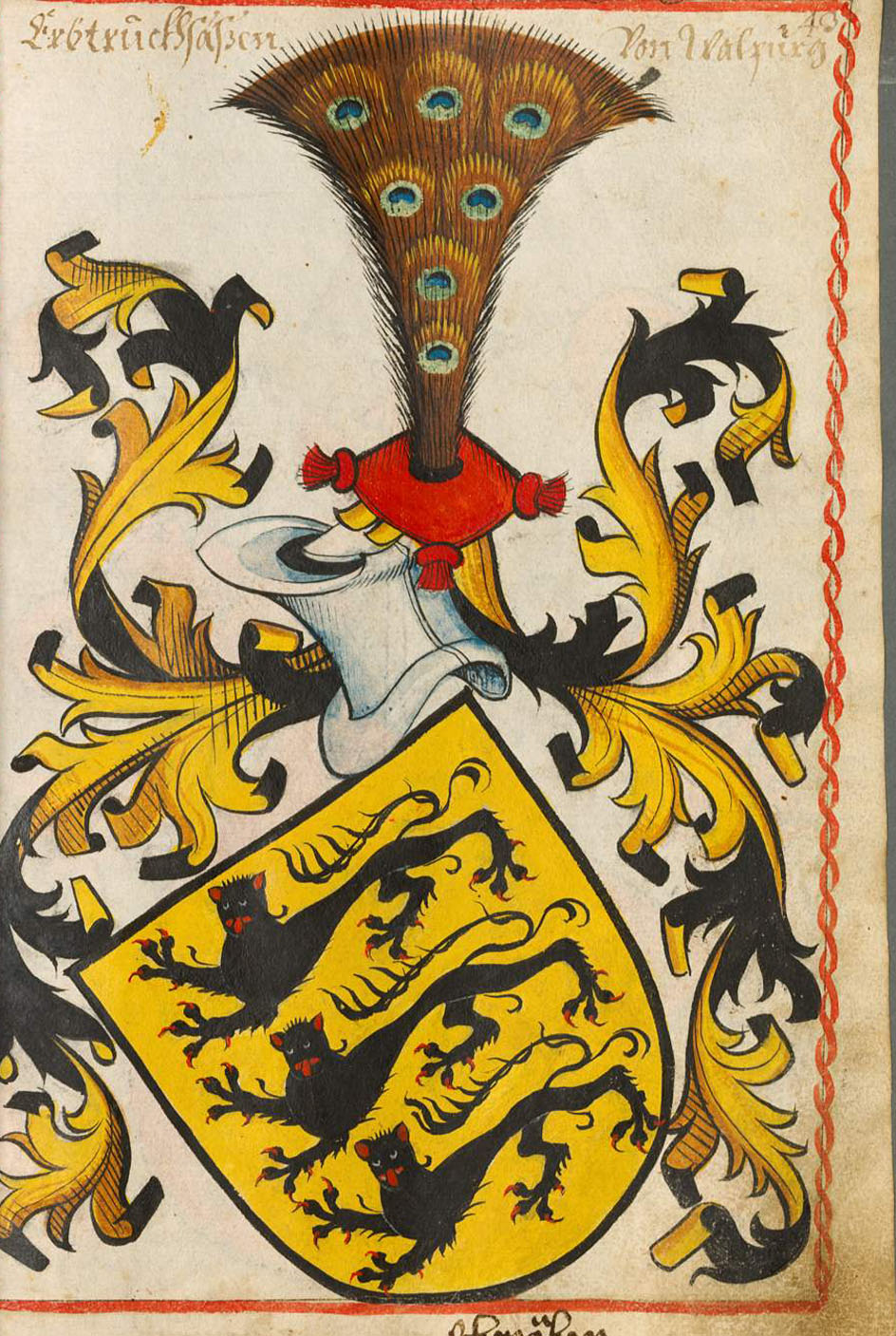
Wappen der Waldburg aus dem Scheiblerschen Wappenbuch von 1450–1480

Gebhard stammte aus der Jakobischen Linie der Reichstruchsessen von Waldburg. Sein Vater war Wilhelm der Jüngere von Waldburg zu Friedberg, Scheer und Trauchburg. Er war kaiserlicher Rat und Gesandter. Die Mutter war Johanna, Tochter des Grafen Friedrich von Fürstenberg.
Bereits früh war Gebhard für den geistlichen Stand vorgesehen. Sein Onkel Otto von Waldburg, Bischof von Augsburg und Kardinal, übernahm 1558 die Aufgabe, Gebhard zu Geistlichkeit und Studium zu erziehen. Er studierte an den Universitäten Dillingen, Ingolstadt, Löwen und Perugia. Gebhard erwarb nicht zuletzt durch seinen Onkel Dompfründen in Augsburg, Köln und Straßburg. Die Subdiakonsweihe empfing er 1567. Nach seiner Rückkehr aus Italien lebte er hauptsächlich in Augsburg ein zunächst recht weltliches Leben, ehe er auch nach Ermahnungen dieses aufgab. Über die folgenden Jahre ist kaum etwas über ihn bekannt. In Augsburg stieg er 1574 zum Dompropst und im selben Jahr in Straßburg zum Domdechanten auf. Obwohl auch Domherr in Köln, war er dort nur selten und versäumte auch seine jährliche Residenzpflicht. An dem Streit zwischen Erzbischof Salentin von Isenburg und dem Domkapitel hatte er daher zunächst keinen aktiven Anteil.

## Erzbischofswahl und Anfang der Herrschaft
Als Erzbischof Salentin ankündigte zu resignieren, weil er heiraten wollte, war Gebhard zunächst kein aussichtsreicher Nachfolgekandidat. Aber er kümmerte sich nunmehr stärker um die Verhältnisse im Erzstift Köln. Er beteiligte sich daran, die Rechte des Domkapitels in der Nachfolgefrage zu wahren. Neben Gebhard gab es verschiedene andere mögliche Nachfolger. Besonders aussichtsreich schien der Jesuitenzögling Ernst von Bayern zu sein. Hinter diesem stand nicht nur sein Vater Herzog Albrecht V., sondern auch der päpstliche Nuntius. Dagegen verfügte Gebhard über gute Beziehungen im Domkapitel und auch die Landstände hatten lieber ihn als einen Nachkommen aus einem mächtigen Fürstenhaus zum Nachfolger. Innerhalb des Domkapitels gab es eine dem Protestantismus nahestehende Partei, die den Einfluss des strikt katholischen Bayern fürchtete. Nach dem Rücktritt des Erzbischofs Salentin von Isenburg wurde Gebhard am 5. Dezember 1577 in Köln mit 12/10 Stimmen gegen Ernst von Bayern zum Erzbischof gewählt. Der unterlegene Kandidat wollte sich zunächst nicht fügen, behauptete, an der Wahl hätten Häretiker teilgenommen und appellierte letztlich vergebens an Rom. Allerdings verzögerte dieser Vorgang die päpstliche Bestätigung der Wahl.
Die erste Zeit nach seiner Wahl finanzierte er auch durch ein Darlehen von Conrad Orth ab Hagen, einem Kölner Dekan und Rektor der mittelalterlichen Universität zu Köln sowie Domherr und Neffe des Bernhard von Hagen, Kurfürstlicher Kanzler, Propst und Dekan in Köln.

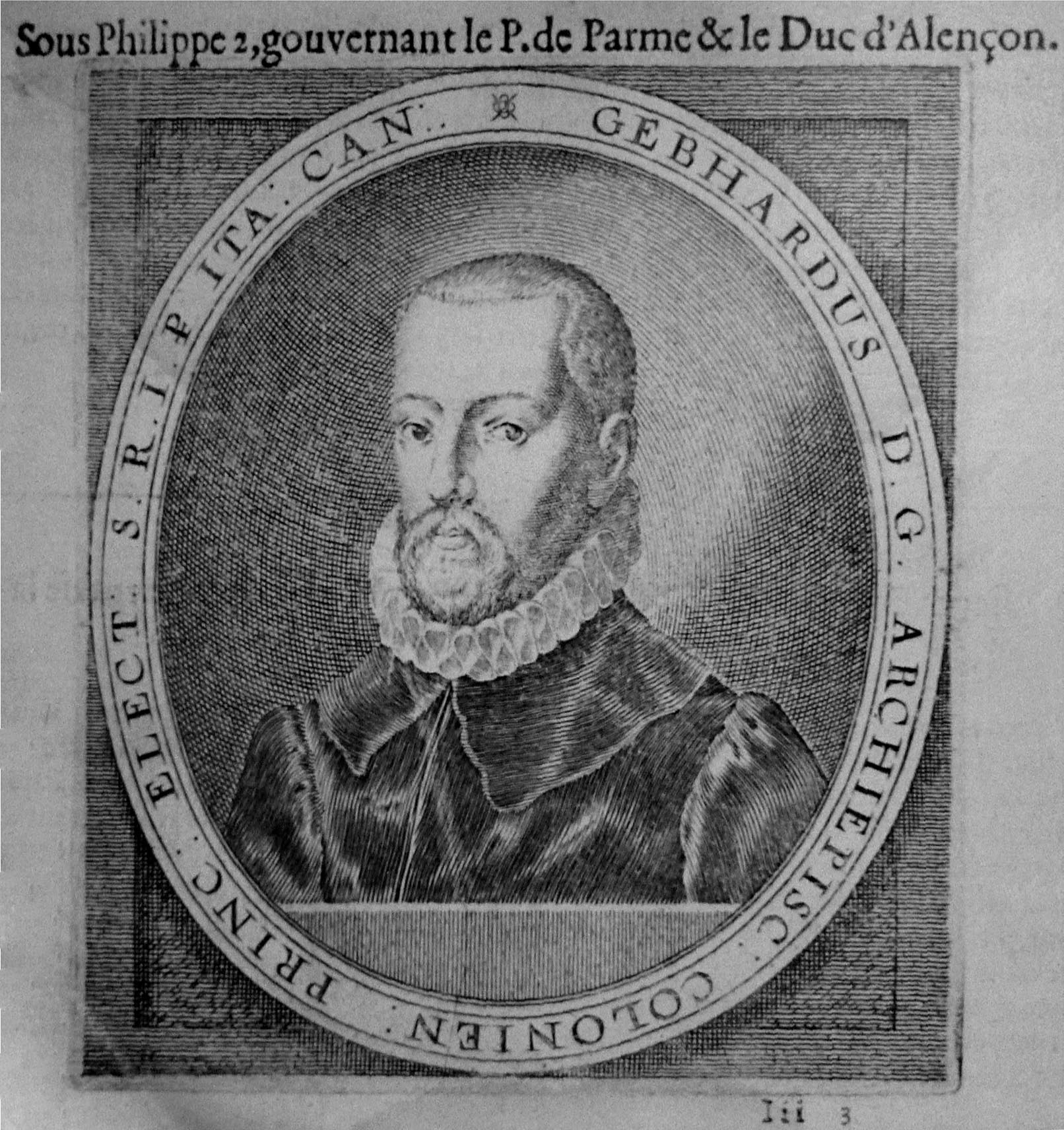
Erzbischof Gebhard von Köln

Gebhard bekannte sich durch sein Handeln dennoch zunächst zum Katholizismus. Am 19. März 1578 empfing er die Priesterweihe und leistete den Tridentinischen Glaubenseid. Die Priesterweihe war keineswegs selbstverständlich, hatten doch seine vier Vorgänger darauf verzichtet. Für seine katholische Haltung sprach auch seine Förderung der Jesuiten in Köln gegen den Willen der Bürger und seine Absicht, eine Visitation im Herzogtum Westfalen durchführen zu lassen. Im April 1578 erfolgte die Belehnung durch Kaiser Rudolf II. und die Aufnahme in das Kurfürstenkollegium. Die päpstliche Bestätigung seiner Wahl erhielt er am 29. März 1580.
Der Kaiser war mit der Wahl Gebhards insgeheim zufrieden, auch wenn er offiziell Ernst von Bayern unterstützt hatte. Tatsächlich wäre dem kaiserlichen Hof eine weitere Stärkung Bayerns nicht gelegen gekommen. Gebhard nahm 1578 am Wormser Deputationstag teil. Im Jahr 1579 nahm er als kaiserlicher Beauftragter am Kölner Pazifikationskongress zur Beilegung des Streits zwischen Spanien und den aufständischen niederländischen Provinzen teil. Er trat dabei eindeutig zu Gunsten Spaniens und gegen religiöse Ansprüche der protestantischen Niederlande auf. Aus diesem Grund verschlechterten sich die Beziehung zu den Niederlanden und dem Haus Oranien-Nassau. Im Gegensatz zu seinem Vorgänger unterhielt Gebhard relativ gute Beziehungen zum benachbarten Herzogtum Jülich. Dagegen verschlechterte sich die Beziehung zu den Grafen der Wetterau, die ihn während der Bischofswahl noch unterstützt hatten.

## Einführung des Protestantismus
Über den Lebenswandel Gebhards in der ersten Zeit seiner Amtszeit ist nichts bekannt. Etwa seit 1579 oder 1580 hatte er ein Liebesverhältnis mit der protestantischen Gräfin Agnes von Mansfeld. Diese war Stiftsdame im Stift Gerresheim. Beide kamen zunächst heimlich auf Schloss Moers zusammen, das Gebhards Freund Adolf von Neuenahr gehörte. Auch durch Einflussnahmen von heimlich zum Protestantismus übergetretenen Domherren und durch Druck des Hauses Mansfeld, das Agnes nicht als bloße Mätresse sehen wollte, entstand der Plan, seine Geliebte zu heiraten. Gebhards Vorgänger hatte ebenfalls geheiratet, war aber zurückgetreten und eine katholische Ehe eingegangen. Dies wurde auch von Gebhard erwartet, doch bald wurde klar, dass er andere Pläne verfolgte, nämlich zum Protestantismus überzutreten, zu heiraten und den Erzstuhl und Kurstaat dennoch zu behalten. Dabei kam Gebhard gelegen, dass die Protestanten in Köln beim Rat der Stadt freie Religionsausübung verlangten. 
Es gab zu dieser Zeit zahlreiche Vorbilder für Gebhards Absichten: 1561 hatte sich der Magdeburger Erzbischof Sigismund von Brandenburg zur Reformation bekannt, ohne sein Amt zu verlieren, 1566 war der Protestant Heinrich von Sachsen-Lauenburg zum Erzbischof von Bremen gewählt worden, 1574 auch zum Fürstbischof von Osnabrück und 1577 zum Fürstbischof von Paderborn (dessen Bruder Friedrich wurde als Kölner Chorbischof allerdings Gebhards katholischer Gegenspieler), die Hochstifte Lübeck, Naumburg und Meißen waren aufgelöst und in protestantische Territorien verwandelt worden, in Halberstadt 1566 ein evangelischer Fürstbischof gewählt worden. Dem letzten Hochmeister des Deutschen Ordens in Preußen, Albrecht von Hohenzollern, der schon 1525 zur Reformation übergetreten war, war es sogar gelungen, den Deutschordensstaat in ein erbliches Herzogtum zu verwandeln, das Gleiche gelang Gotthard Kettler 1561 im kurländischen Ordensgebiet.

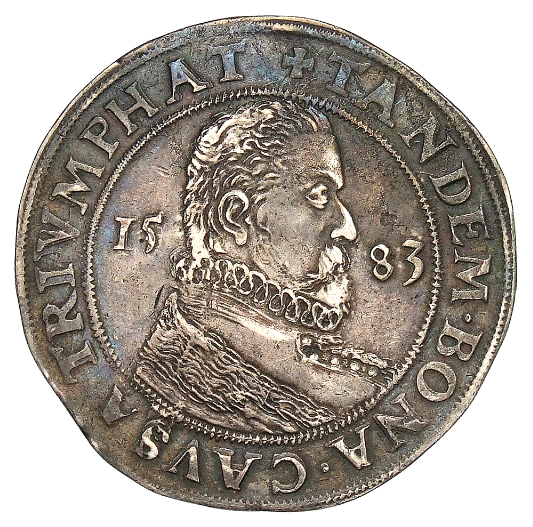
Protestantischer Trutztaler von 1583 des Erzbischofs von Köln Gebhard Truchseß von Waldburg. Den Taler ließ Gebhard weder mit seinem Namen noch seinem Titel prägen.

Die Gerüchte über diese Pläne erreichten das Domkapitel. Dort verstärkte sich die Kritik an Gebhard, der schon zuvor mit dem Domkapitel über verschiedene Rechte im Streit gelegen hatte. Gerüchte über die Pläne erreichten bald auch Gregor XIII., der Gebhard in einem Schreiben ermahnte, von seinem Vorhaben abzusehen, und gleichzeitig das Domkapitel zum Widerstand aufforderte.
Anführer von Gebhards Gegnern im Domkapitel war der Chorbischof Friedrich von Sachsen-Lauenburg (1554–1586), der als einer der Nachfolgekandidaten galt. Dieser nahm dem Kurfürsten den Zoll von Zons. Daraufhin stellte Gebhard Truppen auf und zog am 4. November 1582 vor Bonn. Er setzte sich in den Besitz der Stadt und einiger benachbarter Ortschaften und Schlösser. Unterstützt wurde er jetzt von den protestantischen Wetterauer Grafen. Es kam in der Folge zu Verhandlungen mit dem Domkapitel. Ein Problem Gebhards war, dass sich keiner der gelehrten kurfürstlichen Räte auf seine Seite stellte. In dieser Zeit machte sich Gebhard auch stärker mit den protestantischen Lehren vertraut.
Am 19. Dezember 1582 sagte sich Gebhard öffentlich von der katholischen Kirche los und trat zur reformierten Religion über. Er stellte seinen Untertanen die Konfessionswahl frei. Die Mehrheit des Kölner Domkapitels bekannte sich weiterhin zum Katholizismus. Gebhard erklärte außerdem, er werde weiter Erzbischof bleiben. Er heiratete am 2. Februar 1583 in Bonn seine Geliebte. Danach ließ er in der Münzstätte Deutz den sogenannten Protestantischen Trutztaler prägen, der weder seinen Namen noch seinen Titel enthält. Der mit Gebhard verbündete Graf Adolf von Neuenahr besetzte mit seinen Truppen die stark befestigte Stadt Rheinberg.
Gebhards Vorgehen verstieß in vielfacher Hinsicht gegen geltendes Recht. Dazu gehörten Verstöße gegen das Reservatum ecclesiasticum von 1555, die Goldene Bulle, den tridentinischen Eid und die Erblandesvereinigung von 1550. Noch bedeutender waren die politischen Folgen. Eine Säkularisation Kurkölns hätte eine massive Schwächung des Katholizismus und möglicherweise dessen Zusammenbruch in ganz Nordwestdeutschland bedeutet. Es drohte eine Verschiebung des Kräftegewichts im Kurfürstenkollegium zu Gunsten der Protestanten. Die Wahl eines protestantischen Kaisers lag damit im Bereich des Möglichen.
Vor diesem Hintergrund formierten sich die Gegner Gebhards. Die Gegenbewegung begann unter den katholischen Mitgliedern des Domkapitels. Die Mehrheit der drei übrigen Landstände des Erzstifts und des Vest Recklinghausen schlossen sich dem Protest an oder erklärten sich für neutral. Beim Kölner Landtag von 1583 waren die Stände des Herzogtums Westfalen nicht anwesend. Die Vertreter der beiden übrigen Teilgebiete forderten den Kaiser auf, Gebhard abzusetzen. Rudolf II. forderte Gebhard vergeblich zum Rücktritt auf.
Schon vor dem Kölner Landtag hatten Gebhards Gegner aus dem Domkapitel den militärischen Kampf eröffnet. Die Stände des Herzogtums Westfalen agierten zunächst unschlüssig, bis sie sich auf Druck des Kaisers in einem Appell gegen den Kurfürsten stellten. Dieser blieb unbeeindruckt und berief einen Landtag nach Arnsberg ein. Außerdem proklamierte er die Gleichstellung der Konfessionen auch für das Herzogtum. Auf dem Landtag im März 1583 zeigte sich, dass es sowohl Gegner wie auch Unterstützer Gebhards gab. Vor allem der Rat Otto von Wolmeringhausen und die Städte im Osten des kurkölnischen Territoriums standen ihm nahe, was wegen der Nähe zum protestantischen Hessen, Waldeck und Wittgenstein von strategischer Bedeutung war. Letztlich setzte sich Gebhard im Herzogtum Westfalen durch. Der katholisch gebliebene Landdrost Eberhard zu Solms-Lich und mit ihm die meisten westfälischen Räte, das heißt die Spitze der Verwaltung des Herzogtums, gingen nach Dortmund ins Exil.

## Kölnischer Krieg
Am 1. April 1583 wurde Gebhard von Papst Gregor XIII. exkommuniziert. Das Domkapitel wählte am 23. Mai 1583 seinen früheren Gegenkandidaten Ernst von Bayern zum Gegen-Erzbischof von Köln und sicherte dadurch bayerisch-spanische Truppenunterstützung sowie die katholische Mehrheit im Kurfürstenkollegium.
Gebhard, der sich noch auf die westfälischen Teile seines Herrschaftsgebiets stützen konnte, mobilisierte seine Truppen. Er erhielt kurpfälzische Hilfe durch Pfalzgraf Johann Kasimir. Weitere Unterstützung von protestantischen Fürsten blieb weitgehend aus. Im Herzogtum Westfalen begann er damit, eine protestantische Kirchenordnung einzuführen, und stieß damit aber zumindest teilweise auch auf Widerstand.
Insgesamt verlief der Kölnische Krieg (1583–1588), der auch Truchsessischer Krieg genannt wird, für Gebhard ungünstig. Zwar gab es zunächst Erfolge, z. B. die Einnahme von Rheinberg in Allianz mit seinem Unterstützer, Graf Adolf von Moers und Neuenahr, desgleichen Ende 1583 der Sieg in der Schlacht bei Hüls.
Nach der Zerstörung der Godesburg bei Bonn am 17. Dezember 1583 durch bayerisch-spanische Truppen (siehe dazu auch Bonner Belagerungsmünzen von 1583) musste Gebhard jedoch nach Werl ins Herzogtum Westfalen fliehen und verschanzte sich im dortigen kurfürstlichen Schloss. Während der sogenannten Truchsessschen Wirren wurden anschließend weite Teile des Erzstiftes und des Herzogtums Westfalen verheert. So wurde die Einrichtung der Werler Pfarrkirche St. Walburga zerstört. Auch im Herzogtum Westfalen stieß Gebhard auf Widerstand. Dazu gehörte etwa der Drost zu Balve, Hermann von Hatzfeld. Gebhard ging 1584 auf Vermittlung von Wilhelm von Oranien in die Niederlande und setzte den Krieg von dort aus mit niederländischen Truppen fort. Diese eroberten am 23. Dezember 1587 Bonn und verwüsteten die Stadt.

## Letzte Jahre
Gebhard gab 1589 den Kampf auf, siedelte nach Straßburg über und wurde evangelischer Domdechant am Hof von Herzog Friedrich von Württemberg. Er starb 1601 in Straßburg und wurde im Straßburger Münster beigesetzt. Im Jahr 1585 forderte er bei seinem Bruder Truchseß Christoph erfolglos die Stadt Nusplingen mit der Herrschaft Kallenberg als sein Erbe ein.
Ein Testament vom 8. Mai 1583 wurde nach dem Tod seiner Brüder auf den württembergischen Herzog und dessen ältesten Sohn abgeändert. 1601 starb Gebhard. Herzog Friedrich und sein Nachfolger Herzog Johann Friedrich versuchten erfolglos, ihr Erbe auf friedlichem Weg anzutreten. Erst am 5. November 1632, zur Zeit der Regentschaft von Herzog Julius Friedrich von Württemberg-Weiltingen, rückte die aufgebotene 1. Wahl der wehrpflichtigen Bürger Württembergs in Meßstetten unter dem Kommando von Oberst Michael Rau, flankiert von schwedischen Truppen, aus, um den letzten Willen Gebhards zu verwirklichen.